# Clydesholm Bridge
Die Clydesholm Bridge ist eine Bogenbrücke nahe der schottischen Stadt Lanark in der Council Area South Lanarkshire. 1971 wurde das Bauwerk in die schottischen Denkmallisten in die höchste Kategorie A aufgenommen. Des Weiteren bildet sie zusammen mit einem historischen Gebäude an der Nordseite ein Denkmalensemble der Kategorie B. Eine ehemalige zusätzliche Einstufung als Scheduled Monument wurde 1998 aufgehoben.

## Geschichte
Bereits im Jahre 1649 trat der Burgh Lanark an das schottische Parlament mit dem Antrag zum Brückenbau heran. Zu diesem Zeitpunkt existierten Fährverbindungen über den Clyde. Des Weiteren bestand die Möglichkeit zur Nutzung von Furten. Das Parlament genehmigte das Spendengesuche zum Brückenbau an alle schottischen Verwaltungseinheiten herangetragen werden durften. Vermutlich auf Grund politischer Unsicherheiten zu Zeiten Cromwells wurde der Bau zunächst nicht weiterverfolgt. Erst 1694 wurde mit der Spendenkampagne aufgenommen.
Die Clydesholm Bridge wurde zwischen 1696 und 1699 nach einem Entwurf von John Lockhart of Birkenhead errichtet. Sie war Teil der über Hamilton führenden Hauptstrecke von Glasgow nach Carlisle. Erst mit der Fertigstellung von Thomas Telfords neuer Streckenführung in den 1820er Jahren änderte sich dies. Mit dem Bau einer neuen Brücke rund 50 m flussabwärts wurde die Clydesholm Bridge 1956 obsolet. Der Viadukt, der einst die A72 über den Clyde führte, dient heute nur noch als Fußgängerbrücke.

## Beschreibung
Der Mauerwerksviadukt überspannt den Clyde am Westrand von Lanark mit drei Segmentbögen mit Spannen von 18,3 m. Die Pfeilhöhe beträgt rund 15 Meter. Das Mauerwerk besteht aus grob zu Quadern behauenem Bruchstein, der entlang der Brüstungen akkurater behauen ist. An den Pfeilern treten spitze Eisbrecher heraus, die bis über die Brüstungen fortgeführt sind, wo sie Nischen für Fußgänger bilden. Die Erhöhung der rund vier Meter weiten Fahrbahn im frühen 20. Jahrhundert erforderte die Erhöhung der Brüstungen.